# Neivamyrmex guerinii
Neivamyrmex guerinii är en myrart som först beskrevs av William Edward Shuckard 1840.  Neivamyrmex guerinii ingår i släktet Neivamyrmex och familjen myror. Inga underarter finns listade i Catalogue of Life.